# Hans Hugo von Kleist-Retzow

Hans Hugo von Kleist-Retzow

Hans Hugo von Kleist (* 25. November 1814 in Kieckow bei Belgard; † 20. Mai 1892 ebenda) war ein preußischer Oberpräsident und konservativer Politiker.

## Leben

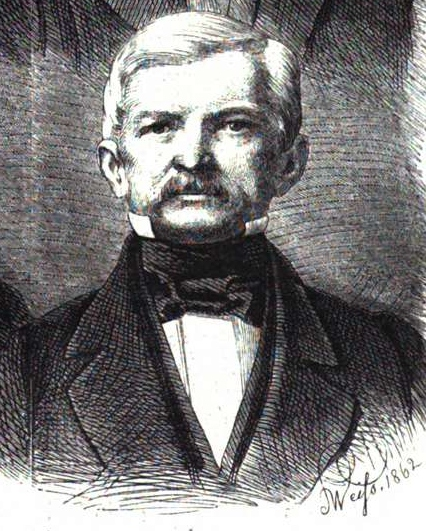
Hans-Hugo von Kleist-Retzow, 1862. Grafik von F. Weiß.

Hans Hugo von Kleist wurde als Sohn von Hans Jürgen von Kleist (1771–1844) und Auguste von Borcke verw. von Glasenapp geboren. Zunächst wurde er von einem Pfarrer unterrichtet. Anschließend besuchte er die Landesschule Schulpforta, studierte in Göttingen und Berlin Rechtswissenschaften, trat in den Staatsdienst ein und war 1844 bis 1851 Landrat des Kreises Belgard. 1848 trat er an die Spitze der streng konservativen Junkerpartei und war ein Mitbegründer der Kreuzzeitung. Seine politischen Vorstellungen waren u. a. vom Pietismus der pommerschen Erweckungsbewegung geprägt.
1849 bis 1852 gehörte er der Konservativen Partei im Abgeordnetenhaus an, war 1850 auch Mitglied des Staatenhauses des Erfurter Unionsparlaments und wurde 1851 nach dem Sieg der Reaktion zum Oberpräsidenten der Rheinprovinz ernannt, wo er so heftig gegen den Liberalismus vorging, dass er in Gegensatz zum Hof des Prinzen von Preußen in Koblenz geriet. Nach der Einsetzung Wilhelms in die Regentschaft wurde er 1858 entlassen, zog sich auf sein Rittergut Kieckow zurück und beteiligte sich, obwohl als Vertreter der Familie von Kleist ins Herrenhaus berufen, wenig an den öffentlichen Ereignissen zur Zeit der neuen Ära. Er war Mitglied des Provinziallandtags der Provinz Pommern. Erst in der Konfliktszeit trat er wieder hervor und stellte sich nach dem Umschwung in Bismarcks innerer Politik nach 1866 an die Spitze der altkonservativen Partei.

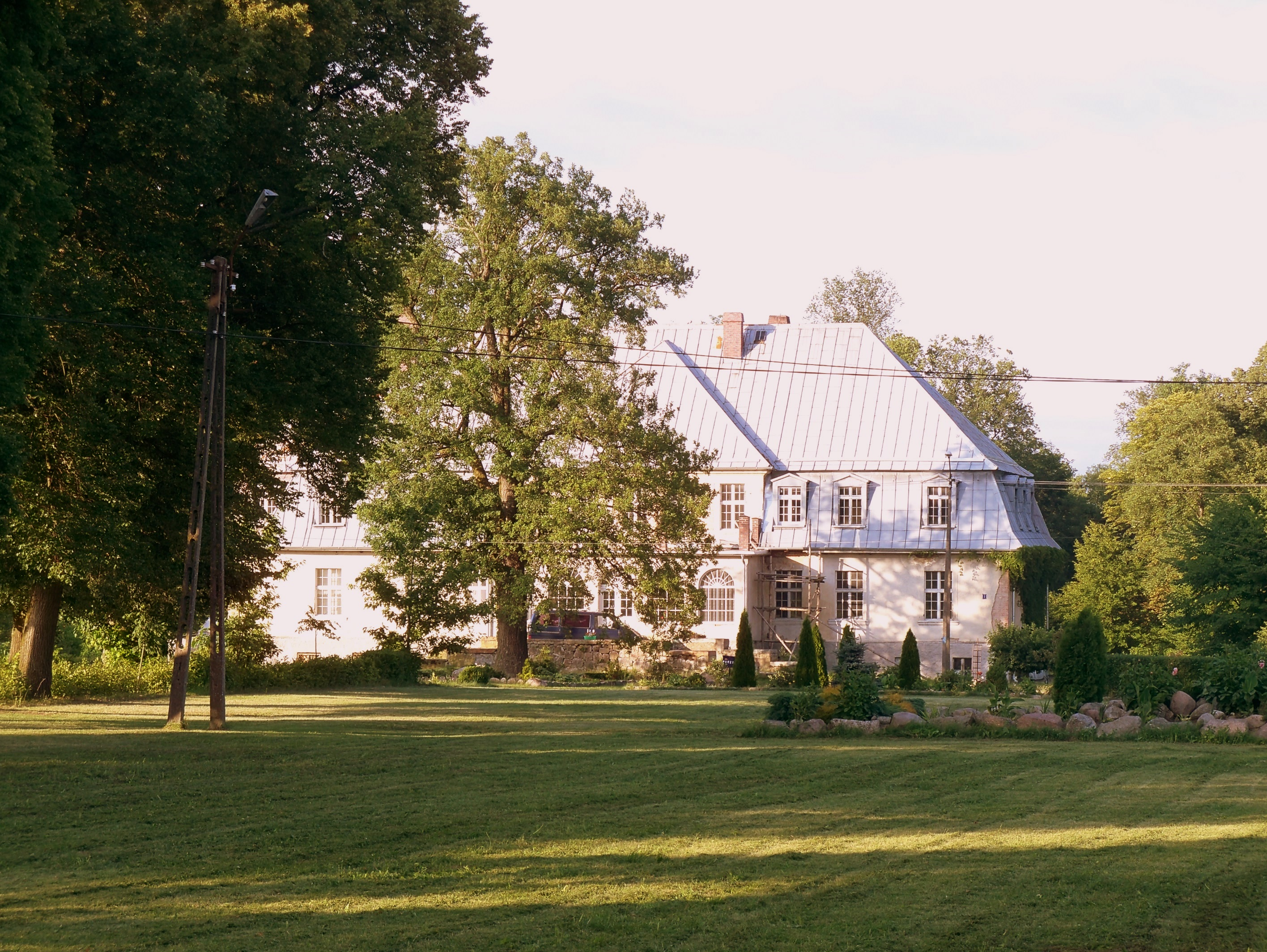
Schloss/Gutshof Kiechow jetzt Kikowo

Besonders die Kulturkampfpolitik der Regierung seit 1871 bekämpfte er im Herrenhaus energisch und war in der Generalsynode 1879 einer der Führer der strengkonfessionellen Lutheraner. Nach der Reorganisation der konservativen Partei 1876 stellte er sich an die Spitze des äußersten rechten Flügels der Deutschkonservativen im Reichstag, dem er seit 1877 als Abgeordneter der Christlich-Konservativen Partei Minden-Ravensbergs für den Wahlkreis Herford-Halle angehörte. Er unterschied sich von den Positionen des Zentrums, die er zum Teil unterstützte, stets durch seinen nie verleugneten preußischen Patriotismus.
Kleist-Retzow engagierte sich zeitlebens in der evangelischen Kirche Preußens. Von Beginn an gehörte er der Provinzialsynode der Kirchenprovinz Pommern und der Generalsynode an, zu deren Präses er 1891 gewählt wurde. In Abstimmung mit Wilhelm Joachim von Hammerstein brachte er 1886 einen Antrag auf größere Selbständigkeit der evangelischen Kirche in das Herrenhaus ein, der aber scheiterte.

## Familie
Er war mit Gräfin Charlotte zu Stolberg-Wernigerode (1821–1885) verheiratet, sie war die Tochter des Ministers Graf Anton zu Stolberg-Wernigerode. Das Paar hatte drei Söhne und eine Tochter:
- Friedrich Wilhelm Hans Anton (* 26. November 1852)
- Jürgen Christoph (* 21. August 1854; † 14. Dezember 1897) ⚭ Ruth von Zedlitz-Trützschler (1867–1945)
- Friedrich Wilhelm Martin (* 27. November 1856; † 27. Januar 1880)
- Charlotte Elisabeth (* 15. September 1863; † 20. Januar 1925).

## Werke
- Der Adel und die Kirche. Berlin 1866.